# Édson dos Santos
Édson dos Santos (Ilhéus, 19 marzo 1933) è un ex calciatore brasiliano, di ruolo difensore.

## Carriera

### Club
Giocò nel campionato brasiliano e argentino.

### Nazionale
In Nazionale prese parte a 18 incontri.